# What About Mimi?
What About Mimi? (conocida en España como ¿Qué le pasa a Mimi? y en Hispanoamérica como ¿Qué tal Mimi? o simplemente Mimi) es una serie animada estrenada en el canal Teletoon en el año 2000. La protagonista de esta serie es Mimi Mortin (Morton en el doblaje mexicano), una niña pelirroja de 11 años de edad llena de imaginación e inteligencia. La serie está ambientada en la ciudad ficticia de Starfish Bay. La serie fue producida por Nelvana Limited y Studio B Productions. Además de Canadá, la serie se transmitió en Reino Unido por Sky One y PopGirl, en Latinoamérica y Brasil por Fox Kids, y también en México por el canal de cable KW Televisión.

## Personajes
- Mimi Mortin (Mimi Morton en el doblaje mexicano)- Una chica de 11 años inteligente, optimista, y pelirroja que estudia el sexto grado. Es una excelente resolvedora de problemas, y puede aclarar cualquier malentendido con ayuda de sus amigos (y a veces sus enemigos), y con algo de ayuda de su activa imaginación.
  - Voz en inglés: Chiara Zanni, voz en español: Leyla Rangel (1985).

- Elaine Pituskin- Amiga de Mimi de ascendencia asiática. Le gustan los animales y la naturaleza.
  - Voz en inglés: Kori Cook , voz en español: Isabel Martiñón (1961). voz en España: Sonica Torrecilla

- Russell Van Eden- Amigo de Mimi de cabello rubio, está enamorado de Sincerity.
  - Voz en inglés: Rhys Huber, voz en español: Alfredo Leal (1985).

- Sincerity Travers- Una chica presumida de cabello rosa, quien por lo general no se lleva bien con Mimi, a pesar de que mucho tiempo antes fueron mejores amigas. Sin embargo, aún tiene cierto respeto por Mimi y le llega a ayudar en sus planes, mostrando que Sincerity aún considera a Mimi como una buena y verdadera amiga.
  - Voz en inglés: Carly McKillip, voz en español: Mayra Arellano.

- Bradley Mortin/Morton- El hermano menor de Mimi, de 7 años de edad. Siempre percibe las fallas en los planes de Mimi.
  - Voz en inglés: Keith William Miller, voz en español: Héctor Emmanuel Gómez (1986).

- Jason Mortin/Morton- El hermano mayor de Mimi, de unos 16 años de edad. Se considera un chico rebelde, pero respetuoso.
  - Voz en inglés: Samuel Vincent, voz en español: Víctor Ugarte (1976).

## Episodios
La serie contó con tres temporadas y 39 episodios (la última temporada no fue doblada al español), transmitidos entre 2000 y 2003.

### Temporada 1 (2000)
- 1- Segunda luna de miel (Second Honeymoon)
- 2- La gran campaña (The Great Campaign)
- 3- Niñera de corazón (The Stepford Twins)
- 4- Rana castigada (Leapfrog)
- 5- Cosa salvaje (Wild Thing)
- 6- El chico Limonada (Lemonade Kid)
- 7- En el bosque (Into the Woods)
- 8- La obra de teatro (The Play's The Thing)
- 9- El rey falso (The King of Uncool)
- 10- Verano en la ciudad (Summer in the City)
- 11- Gato de anuncio (Poster Cat)
- 12- La maestra del año (Teacher of the Year)
- 13- Estrellas frustradas (A Star Isn't Born)

### Temporada 2 (2001-02)
- 14- Luces, Cámara, Acción (Lights, Camera, Action)
- 15- La bromista (Joker's Wild)
- 16- La regla de la Medusa (Jellyfish Rule)
- 17- Consiguiendo trabajo (Get a Job)
- 18- Las flechas de Cupido (Cupid's Arrows)
- 19- El periódico escolar (The Scoop)
- 20- Aventura en el Oeste (High Toon)
- 21- El naufragio (Deep Sea Mimi)
- 22- Sr. Ojos Azules (Mr. Blue Eyes)
- 23- Fuera de onda (Outta Sync)
- 24- La maldición egipcia (Museum Mayhem)
- 25- La gran pijamada (The Big Sleepover)
- 26- Esquiar es creerlo (Skiing is Believing)

### Temporada 3 (2003-04)
- 27- Animal House / Our Little Einstein (Animal House / Our Little Einstein)
- 28- The Birthday Present / Close Encounters of the Herbert Kind (The Birthday Present / Close Encounters of the Herbert Kind)
- 29- Sticky Fingers / Not in My Biosphere (Sticky Fingers / Not in My Biosphere)
- 30- Lonely Hearts / Brock's Robot (Lonely Hearts / Brock's Robot
- 31- Club Mimi / Down on the Farm (Club Mimi / Down on the Farm)
- 32- Forget Etiquette / This Old House (Forget Etiquette / This Old House)
- 33- Tough Guy / Critic's Choice (Tough Guy / Critic's Choice)
- 34- My Fair Brocky / Her Girl Mimi (My Fair Brocky / Her Girl Mimi)
- 35- Uniformity / Caddy Girl (Uniformity / Caddy Girl)
- 36- Save the Rainforest / Father's Day (Save the Rainforest / Father's Day)
- 37- The Creeps / Sports Day (The Creeps / Sports Day)
- 38- Millionaire Mogul / Block Party (Millionaire Mogul / Block Party)
- 39- Law and Disorder / Where's the Fire? (Law and Disorder / Where's the Fire?)

- Datos: Q1936092